# باسكال فرايز
باسكال فرايز (بالألمانية: Pascal Fries)‏ هو عالم وظائف الأعضاء ألماني، ولد في 28 يناير 1972 في زانكت إنغبرت في ألمانيا.